# Selva tropical de Sumatra
El Patrimoni dels Boscos Tropicals de Sumatra es compon de tres parcs nacionals d'Indonèsia a l'illa de Sumatra: el Parc Nacional de Gunung Leuser, el Parc Nacional de Kerinci Seblat i el Parc Nacional de Bukit Barisan Selatan; és un lloc inscrit a la llista del Patrimoni de la Humanitat de la UNESCO des del 2004. El lloc s'inclou als criteris vii - bellesa paisatgística excepcional; ix- un exemple destacat que representa processos ecològics i biològics importants en curs; i x- conté els hàbitats naturals més importants i significatius per a la conservació in situ. El patrimoni de la selva tropical de Sumatra s'ha inclòs a la llista del Patrimoni de la Humanitat en perill des del 2011 per ajudar a superar les amenaces que suposa la caça furtiva, la tala il·legal, la invasió agrícola i els plans per construir carreteres al lloc.

## Localització
El Patrimoni dels Boscos Tropicals de Sumatra consta de tres parcs nacionals: Parc Nacional de Gunung Leuser (GLNP) (8.629,75 km²), el Parc Nacional de Kerinci Seblat (KSNP) (13.753,5 km²) i el Parc Nacional de Bukit Barisan Selatan (BBSNP) (3.568 km²). La superfície total de la selva és de 25.000 km². El Patrimoni dels Boscos Tropicals de Sumatra va ser triat perquè, en primer lloc, representa l'àrea significativa dels boscos de l'illa de Sumatra, a causa de la biodiversitat, de les terres baixes i boscos de muntanya. Aquesta antiga vasta illa de selva tropical ara s'ha condensat en zones aïllades, en l'espai de 50 anys.
En segon lloc, els parcs nacionals que componen el patrimoni estan ubicats en la ben coneguda columna vertebral de les muntanyes Barisan, conegudes com els Andes de Sumatra, on tot al seu voltant hi ha unes magnífiques vistes. Les muntanyes de cada lloc representen importants escenaris muntanyosos per les terres baixes establertes i desenvolupades de Sumatra. La barreja de l'impressionant llac de Gunung Tujuh (el llac més alt en el sud-est asiàtic) i l'esplendor del volcà gegant de la muntanya Kerinci, així com molts petits llacs volcànics, glaceres costaneres i en els entorns forestals naturals mostra la bellesa del Patrimoni dels Boscos Tropicals de Sumatra.
Finalment, els tres parcs nacionals tenen un hàbitat molt variat i una biodiversitat excepcional. En total, els tres llocs constitueixen el 50% de la varietat total de les plantes de Sumatra. Almenys 92 espècies comunes locals han estat trobades al Parc Nacional de Gunung Leuser. Conté poblacions de la flor més gran del món (Rafflesia arnoldii) i la flor més alta (Amorphophallus titanum). La selva tropical de Sumatra, amb els seus 2,5 milions d'hectàrees, està inscrita a la llista del Patrimoni de la Humanitat de la (UNESCO) des del 2004, per la seva rica i diferent biodiversitat. El lloc està a la llista sota criteris (vii) d'excepcional bellesa escènica; (ix) un exemple eminentment representatiu de processos ecològics i biològics; i (x) conté els hàbitats naturals més importants i significatius per a la conservació in situ.

## Geografia i clima
El Parc Nacional de Gunung Leuser, situat al nord de l'illa, amb 150 km de llarg i més de 100 km d'ample, és majoritàriament muntanyós. El 40% de la superfície del parc és costeruda, i per sobre dels 1.500 m. Només el 12% del parc està situat a les planes per sota els 600 m, però durant 25 quilòmetres corre per la línia de la costa. Amb onze pics de més de 2.700 m, el punt més alt n'és Gunung Leuser, amb 3.466 metres. La rodalia de Gunung Leuser és coneguda com l'ecosistema de Leuser.
El Parc Nacional de Kerinci Seblat, al centre, s'estén durant 350 km cap avall a la part del darrere del Bukit Barisan, d'uns 45 km d'ample i 2.000 m sobre el nivell del mar. La meitat nord té una serralada baixa, entre els 800-1500 m. Tres quartes parts del parc són costeruts. El punt més alt, i el volcà més alt d'Indonèsia, és la muntanya Kerinci, que se situa en 3.805 m.
El Parc Nacional de Bukit Barisan Selatan s'estén també durant 350 km de llarg, però només amb 45 km d'ample de mitjana. Les dues terceres parts del nord són rocoses, amb una mitjana d'uns 1.500 m d'altitud, amb el punt més alt en la muntanya Pulung, d'uns 1.964 m. La meitat sud és més baixa; 90 km d'aquesta és un cap i el parc limita amb el mar per la meitat de la seva longitud. Molts dels rius deriven en els parcs i hi ha diversos llacs i aigües termals.
Les muntanyes tenen petits canvis de temperatura durant tot l'any, d'alta humitat i altes precipitacions durant 9 mesos a les zones més humides, i de 7 mesos en les zones més seques. Aquest clima ha afavorit l'alta especiació (formació de noves espècies) i la varietat d'espècies. Gunung Leuser rep 3.000 mm de pluja, al nord, i recull 4.657 mm al sud de les terres baixes. Les temperatures mitjanes són entre 21 °C i 28 °C i la humitat és sempre per sobre del 60%, sobretot a més de 1.700 m. A Kerinci Seblat, les mitjanes de precipitació són de 2.990 mm, la temperatura oscil·la entre 16° i 28 °C i la humitat és sempre alta (77-90%). El Bukit Barisan Selatan té l'oest rocós humit, especialment durant el monsó de novembre a maig: la pluja hi és de 3.000-4.000 mm. L'est és més sec, amb 2.500-3.000 mm de precipitació i la temperatura oscil·la entre 20° i 28 °C.

## Flora i fauna
El GLNP forma part de les 18 regions d'Indonèsia classificades pel Fons Mundial per a la Natura (WWF) entre les 200 ecorregiones globals d'importància per a la preservació de la biodiversitat del món. 174 mamífers, 3 endèmics i 21 catalogats com a amenaçats l'any 2000. Poc se sap sobre els mamífers més petits. S'inclouen 380 espècies d'ocells, 13 endèmiques i 52 amenaçades. Algunes de les espècies importants: l'orangutan, el rinoceront de Sumatra i el mico de cua. Les plantes importants són: Rafflesia arnoldii, i Amorphophallus titanum. Diverses espècies d'ocells importants: el papamosques blau de Rueck i l'ànec de bosc d'ales blanques.
Al KSNP, es registren 85 espècies de mamífers, 5 endèmiques i 23 amenaçades, 370 espècies d'ocells, 13 endèmiques i 58 amenaçades. Algunes espècies de mamífers importants: lleopard núvol de Borneo, tapir asiàtic i rinoceront de Sumatra. La població de tigres de Sumatra al parc nacional de Kerinci Seblat és la més alta registrada, cosa que la converteix en un dels 12 paisatges de conservació de tigres importants a nivell mundial. Diverses espècies d'ocells importants: ànec de bosc d'ales blanques i cucut de terra de Sumatra. Algunes espècies vegetals importants: Hopea beccariana i Shorea ovalis ssp. seicea.
BBSNP, té 98 mamífers registrats, amb 1 endèmic i 25 amenaçats, 379 espècies d'ocells, 7 endèmiques i 58 amenaçats. Es registren 59 espècies de rèptils i amfibis. BBSNP té les mateixes espècies d'ocells que KSNP. Algunes espècies de mamífers importants: Elefant de Sumatra.

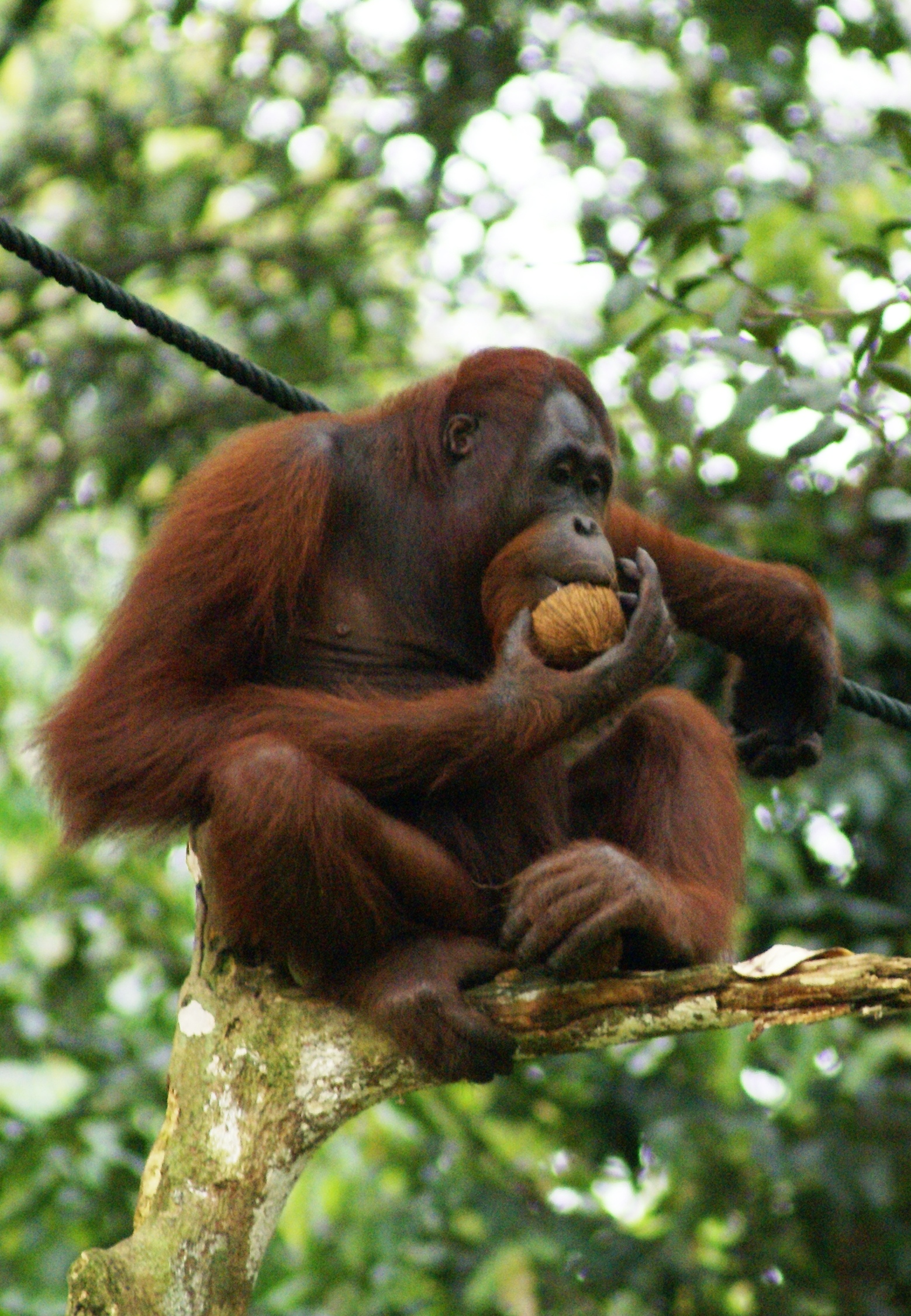
L'orangutan, un conspicu habitant dels parcs nacionals de Sumatra, Indonèsia.

## Mont Leuser

### Prevenció d'inundacions i sequeres
Les inundacions solen ser més freqüents i més destructives a conseqüència de la conversió dels boscos a altres usos. Els cabals anuals de les tempestes d'un bosc secundari són aproximadament tres vegades superiors als d'una zona de captació de boscos primaris de grandària similar. A Aceh, els agricultors locals han denunciat una freqüència cada vegada major de sequeres i inundacions perjudicials a causa de la degradació de la zona de captació d'aigua. El maig de 1998, més de 5.000 hectàrees de zones de cultiu intensiu d'arròs van quedar fora de la producció activa. Això va ser el resultat de la falla de 29 esquemes d'irrigació a causa de l'escassetat d'aigua. A més, les inundacions de desembre de 2000 van costar la vida d'almenys 190 persones i van deixar a 660.000 sense llar. Això li va costar a la província d'Aceh gairebé 90 milions de dòlars en pèrdues (Jakarta Post, 2000a). Les empreses fusteres estan reconeixent a poc a poc el seu paper en l'augment de les inundacions i han fet grans donacions per a fer costat a les víctimes. El Terratrèmol de l'oceà Índic de 2004 va devastar la costa d'Aceh.

### Agricultura i plantacions
L'agricultura és una important font d'ingressos per a les comunitats locals dels voltants de Leuser. Les grans plantacions de cautxú i palma d'oli del nord de Sumatra exerceixen un paper important en l'economia nacional. Gairebé tots els boscos de les terres baixes que queden s'han destinat oficialment a les plantacions de palma d'oli. No obstant això, s'ha registrat una disminució del rendiment en diverses regències de Leuser. Aquest descens pot atribuir-se principalment a la deterioració dels nutrients del sòl, juntament amb l'erosió d'aquest, la sequera i les inundacions, i l'augment de les males herbes. Evidentment, aquestes causes de declivi estan relacionades amb la desforestació. Per exemple, la tala de les zones de captació d'aigua en Leuser és responsable que el 94% de les zones de regadiu fallides quedin fora de la producció.

### Programa de conservació de la vida silvestre a Seblat
Per a practicar les relacions personals amb els elefants de Sumatra, el Centre de Conservació d'Elefants Seblat a la província de Bengkulu és l'únic centre que rep estudiants locals i estrangers. Fins a juny de 2012, els estudiants (voluntaris) procedien de França, Rússia, República Txeca, Suïssa, Bèlgica i de l'interior del país. En el curs de 7 dies, aprenen com un domador d'elefants cuida als elefants. També ajuden a alimentar i banyar als 19 elefants del centre que alimenten amb llet a una cria d'elefant de dos anys. Els estudiants fan un informe una vegada que tornen als seus respectius països d'origen.

### Conservació i amenaces a Bukit-Barisan-Selatan
L'àrea va ser protegida per primera vegada pel govern de les Índies Orientals Holandeses el 1935, que va declarar la Reserva Natural del Sud de l'illa de Sumatra. L'àrea es va convertir en parc nacional el 1982.
Des de la Dècada del 1970 s'han establert nombrosos ocupants il·legals dins del parc i, malgrat els desallotjaments forçosos a principis de la Dècada del 1980, el seu número va augmentar des de 1998. El 2006 es va estimar que la invasió d'ocupants il·legals d'unes 127.000 persones cobria una àrea de 55.000 ha. Per al període comprès entre 1972 i 2006, s'estima que s'han perdut 63.000 ha de coberta forestal primària. Això representa el 20% dels boscos perduts per l'agricultura il·legal. El Fons Mundial per a la Naturalesa va descobrir que més de 450 km² de terrenys del parc s'estan utilitzant per a conrear cafè, i l'organització ara està treballant amb empreses cafeteres multinacionals per a ajudar-les a evitar la compra de cafè conreat il·legalment.